# Реактивное расстройство привязанности
Реактивное расстройство привязанности детского возраста (англ. reactive attachment disorder, RAD) — психическое расстройство, возникающее в результате отсутствия тесного эмоционального контакта с родителями. Выражается в боязливости, повышенной настороженности, плохом взаимодействии со сверстниками, агрессии и аутоагрессии.